# Linwood, Kansas
Linwood là một thành phố thuộc quận Leavenworth, tiểu bang Kansas, Hoa Kỳ. Năm 2010, dân số của xã này là 375 người.